# Bulbophyllum macrocarpum
Bulbophyllum macrocarpum är en orkidéart som beskrevs av Charles Frappier och Eugène Jacob de Cordemoy. Bulbophyllum macrocarpum ingår i släktet Bulbophyllum och familjen orkidéer.
Artens utbredningsområde är Réunion. Inga underarter finns listade i Catalogue of Life.